# Rustamhodza Rahimov
Rustamhodza "Rustam" Rahimov  est un boxeur allemand né le 16 février 1975 à Douchambé.

## Carrière
Aux Jeux olympiques d'été de 2004, il combat dans la catégorie des poids plumes et remporte la médaille de bronze. Il a également obtenu deux médailles aux championnats du monde de boxe amateur en 2003 et 2005.